# Sint-Willibrorduskerk (Ammerzoden)
De Sint-Willibrorduskerk is de parochiekerk van Ammerzoden, gelegen aan Meester la Grostraat 1.

## Geschiedenis
De eerste kerk die op deze plaats stond was een waterstaatskerk uit 1827. Deze werd in 1899 vervangen door grote neogotische kruisbasiliek met hoge toren, ontworpen door Jacques van Groenendael. Deze kerk werd in 1944 door oorlogsgeweld verwoest.
In 1953 kwam een nieuwe kerk gereed, ontworpen door H. van Putten. Het is een driebeukige bakstenen pseudobasiliek met vrijwel losstaande ongelede toren links van de voorgevel. De kerk is in traditionalistische vorm, refererend aan vroegchristelijke bouwstijl (basilicastijl).